# Oscaruddelingen 1936
Oscaruddelingen 1936 var den 8. oscaruddeling, hvor de bedste film fra 1935 blev hædret med en Oscar statuette af Academy of Motion Picture Arts and Sciences. Uddelingen fandt sted 5. marts på Biltmore Hotel i Los Angeles, USA. Dette var første år guldstatuetten fik navnen Oscar. 
Den kortlivede kategori Oscar for bedste danseinstruktion blev indført dette år. 3 år efter blev den afskaffet igen.
Mytteri på Bounty blev den sidste film der vandt Oscar for bedste film uden at vinde i andre kategorier.

## Priser
| Bedste Film | Bedste Instruktør |
| --- | --- |
| - Mytteri på Bounty - 19 år - Broadway Melodi 1936 - Kaptajn Blod - David Copperfield - Forræder - De elendige - Englands sønner - En skærsommernatsdrøm - Letsindige Mariette - Det begyndte i Paris - Top Hat | - John Ford – Forræder - Michael Curtiz – Kaptajn Blod - Henry Hathaway – Englands sønner - Frank Lloyd – Mytteri på Bounty |
| Bedste Mandlige Hovedrolle | Bedste Kvindelige Hovedrolle |
| - Victor McLaglen – Forræder - Clark Gable – Mytteri på Bounty - Charles Laughton – Mytteri på Bounty - Paul Muni – Dynamit - Franchot Tone – Mytteri på Bounty | - Bette Davis – En farlig kvinde - Elisabeth Bergner – Escape Me Never - Claudette Colbert – Private Worlds - Katharine Hepburn – 19 år - Miriam Hopkins – Becky Sharp - Merle Oberon – Den sorte engel                                                                                    |
| Bedste Historie | Bedste Filmatisering |
| - The Scoundrel – Ben Hecht og Charles MacArthur - Broadway Melodi 1936 – Moss Hart - Prinscharmøren – Don Hartman og Stephen Avery | - Forræder – Dudley Nichols - Englands sønner – Grover Jones og William Slavens McNutt - Mytteri på Bounty – Achmed Abdullah, John L. Balderston, Waldemar Young, Jules Furthman, Talbot Jennings og Carey Wilson                                                                          |
| Bedste Kortfilm, Komedie | Bedste Kortfilm, Novelty |
| - How to Sleep – Jack Chertok og MGM - Oh, My Nerves – Jules White og Columbia - Tit for Tat – Hal Roach og MGM | - Wings Over Everest – Gaumont British og Skibo Productions - Audioscopiks – Pete Smith and MGM - Camera Thrills – Universal |
| Bedste Animerede Kortfilm | |
| - Three Orphan Kittens – Walt Disney Productions and United Artists - The Calico Dragon – Harman-Ising and MGM - Who Killed Cock Robin? – Walt Disney Productions and United Artists | |
| Bedste Musik | Bedste Sang |
| - Forræder – RKO Radio Studio Music Department - Kaptajn Blod – Warner Bros.-First National Studio Music Department - Mytteri på Bounty – MGM Studio Music Department - Peter Ibbetson – Paramount Studio Music Department | - "Lullaby of Broadway" fra Gold Diggers 1935-1936 – Musik af Harry Warren; Tekst af Al Dubin - "Cheek to Cheek" fra Top Hat – Musik og Tekst af Irving Berlin - "Lovely to Look At" fra Roberta – Musik af Jerome Kern; Tekst af Dorothy Fields og Jimmy McHugh                           |
| Bedste Scenografi | Bedste Fotografering |
| - Den sorte engel – Richard Day - Englands sønner – Hans Dreier og Roland Anderson - Top Hat – Carroll Clark og Van Nest Polglase | - En skærsommernatsdrøm – Hal Mohr - Roulettens dronning – Ray June - Korsridderne – Victor Milner - De elendige – Gregg Toland |
| Bedste Lydoptagelse | Bedste Klipning |
| - Letsindige Marietta – Douglas Shearer, MGM Studio Sound Department - 1,000 Dollars a Minute – Republic Studio Sound Department - Bride of Frankenstein – Gilbert Kurland, Universal Studio Sound Department - Kaptajn Blod – Nathan Levinson, Warner Bros. Studio Sound Department - Den sorte engel – Thomas T. Moulton, United Artists Studio Sound Department - Min lykkedrøm – Carl Dreher, RKO Radio Studio Sound Department - Englands sænner – Franklin B. Hansen, Paramount Studio Sound Department - Love Me Forever – John Livadary, Columbia Studio Sound Department - Thanks a Million – E. H. Hansen, Fox Studio Sound Department | - En skærsommernatsdrøm – Ralph Dawson - David Copperfield – Robert J. Kern - Forræder – George Hively - De elendige – Barbara McLean - Englands sønner – Ellsworth Hoagland - Mytteri på Bounty – Margaret Booth                                                                          |
| Bedste Assisterende Instruktør | Bedste Danseinstruktør |
| - Englands sønner – Clem Beauchamp og Paul Wing - David Copperfield – Joseph M. Newman - De elendige – Eric Stacey | - Broadway Melodi 1936 and Folies Bergere – Dave Gould - Hjerter konge og Den store radioudsendelse – LeRoy Prinz - Broadway Hostess – Bobby Connolly - Gold Diggers 1935-1936 – Busby Berkeley - King of Burlesque – Sammy Lee - Hun, livets ild – Benjamin Zemach - Top Hat – Hermes Pan |

## Ekstern henvisning
- Oscars legacys hjemmeside